# Horst Folkers
Horst Folkers (* 1945) ist ein deutscher Philosoph, Jurist und evangelischer Theologe.

## Leben
Folkers war von 2005 bis 2010 Schriftleiter der Zeitschrift Quatember – Vierteljahreshefte für Erneuerung und Einheit der Kirche, die von der Evangelischen Michaelsbruderschaft, dem Berneuchener Dienst und der Gemeinschaft St. Michael herausgegeben wird. Außerdem ist er Mitherausgeber des Bloch-Almanachs.
Folkers, der in Freiburg im Breisgau lebt, lehrt an der Universität Heidelberg und an der Universität Freiburg im Breisgau. Er ist Mitglied der Evangelischen Michaelsbruderschaft (Berneuchener Bewegung).

## Dissertation und Aufsätze
- Der Tod der Moderne. Eine Diskussion (Redner: Jean Baudrillard, Gerd Bergfleth, Horst Folkers, Ute Gerhard, Marlis Gerhardt, Heidrun Hesse, Dietmar Kamper, Gerd Kimmerle, Gert Mattenklott, Michael Rutschky, Hartmut Schröter, Ulrich Sonnemann), Konkursbuchverlag Claudia Gehrke Tübingen 1983.
- Hegels erste philosophische Positionsbestimmung. Die Stellung der Differenzschrift in der Ausbildung der Identitätsphilosophie. Diss. vorgelegt von Horst Folkers [als Typoskript], Heidelberg, Univ., Diss., 1986.
- Zugänge zum „Recht der Gnade“. Hrsg. von Horst Folkers, Heidelberg (Studien zu Kirchenrecht und Theologie. Bd. 2) 1990.
- Zum Begriff der Freiheit in Spinozas Ethik, Kants Kritik der reinen Vernunft und Fichtes Grundlage der gesamten Wissenschaftslehre, in: Spinoza in der europäischen Geistesgeschichte, Berlin 1994, 244–262.
- Das immanente Ensoph. Der kabbalistische Kern des Spinozismus bei Jacobi, Herder und Schelling, in: Kabbala und Romantik. Hrsg. von Eveline Goodman-Thau, Tübingen (Conditio Judaica. Bd. 7), 1994, 71–95.
- Ein Tag im Leben Goethes und sein Wort zur neueren Philosophie, in: Jahrbuch des Freien Deutschen Hochstifts, Tübingen 1998, 36–67.
- Spinozarezeption bei Jacobi und ihre Nachfolge beim frühen Schelling und beim Jenenser Hegel, in: Philosophisches Jahrbuch 105 (1998). Halbbd. 2, 381 – 397.
- Wissen und Glauben, in: Neue Zeitschrift für systematische Theologie und Religionsphilosophie 43 (2001), 208–235.
- Kunst und Wahrheit, in: G. Schnitzler, H.-C. Riechers (Hrsg.): Zur Deutung von Kunst aus philosophischen Perspektiven. Freiburger Universitätsblätter 208 (2015), S. 65–74.